# Навчально-виховний комплекс № 66 (Дніпро)
Навчально-виховний комплекс № 66 — комунальний заклад загальної середньої освіти Дніпровської міської ради, розташований у Собороному районі міста Дніпра. Повна назва закладу освіти — Комунальний заклад освіти "Навчально-виховний комплекс № 66 «Гімназія — початкова школа — дошкільний навчальний заклад» Дніпровської міської ради. Школа розташована в місті Дніпро.

## Історія
- 1971 — відкрилася загальноосвітня середня школа, перша на житловому масиві Перемога.
- 1986 — створення театру «Надія».
- 1991 — школа-гімназія № 66.
- 1995 — гімназія економічного профілю.
- 1997 — відкриття початкової школи.
- 1998 — відкриття зали шкільної слави.
- 2001 — Навчально-виховний комплекс № 66.
- 2003 — статус експериментального  навчального закладу за темою «Створення системи  громадянського виховання в умовах школи життєтворчості».
- 2003 — Учнівська республіка «Крила».
- 2009 — комунальний заклад освіти "Навчально-виховний комплекс № 66 «Гімназія — початкова школа — дошкільний навчальний заклад».
- 2011 — експериментальний проект «Інтелект України».

## Директори школи
- 1971 — заслужений учитель України Віра Михайлівна Жукова.
- 1980 — Людмила Йосипівна Спінул.
- 1985 — Людмила Петрівна Коробка.
- 2025 — Олександра Семенівна Кузік.